# Слободское (Полтавская область)
Слободское (укр. Слобідське; до 2025 года — Червоная Слободка) — село, Безсаловский сельский совет, Миргородский район, Полтавская область, Украина.
Код КОАТУУ — 5322680406. Население по переписи 2001 года составляло 15 человек.

## Географическое положение
Село Червоная Слободка находится в 2,5 км от села Хейловщина.
По селу протекает пересыхающий ручей с запрудой.

## История
- 1788 — дата основания как село Слободка.
- 1930 — переименовано в село Червоная Слободка.